# Michael Duff
Michael James Duff (1978. január 11., Belfast, Észak-Írország) északír labdarúgó, labdarúgóedző, aki jelenleg a Barnsley vezetőedzője. Öccse, Shane szintén labdarúgó volt.

## Pályafutása

### Cheltenham Town
Duff Észak-Írországban született, de futballozni már Angliában kezdett el, a Darlington akadémiáján. Később a Carterton Townhoz került, itt figyelt fel rá a Cheltenham Town. Miután leigazolták, rövid időre kölcsönadták a Cirencester Townnak. 1997-ben kapott profi szerződést. 1999-ben csapatával feljutott a negyedosztályba. Összesen 242 mérkőzésen lépett pályára a Cheltenhamben és 15 gólt szerzett.

### Burnley
2004. július 5-én 30 ezer fontért a Burnleyhez igazolt, ahol hamar helyet szerzett magának az első csapatban. Szélső- és középhátvédként egyaránt lehetőséget kapott. 2006. október 14-én, egy Hull City elleni mérkőzésen megszerezte első gólját a csapatban. Korábban, a Carlisle United ellen is eredményes volt, de találatát végül öngólnak minősítették.
A 2007/08-as szezonban egy Crystal Palace elleni meccsen a térdszalagjai és a vádlija is megsérült, ami miatt hosszú ideig nem játszhatott. 2009-ben tagja volt annak a Burnleynek, amelyik feljutott a Premier League-be.

## Válogatott
Duff 2002 óta tagja az északír válogatottnak. 2005. szeptember 7-én csapatával 1-0-ra legyőzték az angolokat, egy évvel később pedig 3-2-re a spanyolokat.

## Külső hivatkozások
- Michael Duff pályafutásának statisztikái a Soccerbase oldalon (angolul)

## Fordítás
- Ez a szócikk részben vagy egészben  a   Michael Duff (footballer) című angol Wikipédia-szócikk fordításán alapul.  Az eredeti cikk szerkesztőit annak laptörténete sorolja fel. Ez a jelzés csupán a megfogalmazás eredetét és a szerzői jogokat jelzi, nem szolgál a cikkben szereplő információk forrásmegjelöléseként.